# Uniform m/1961

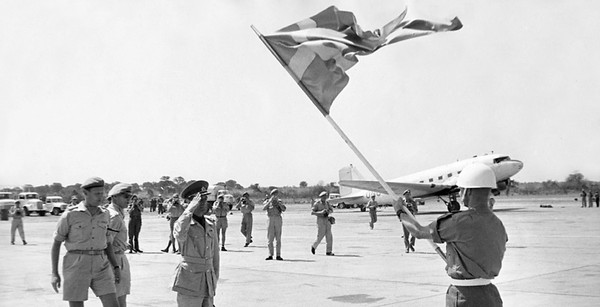
Generalmajor Curt Göransson saluterar den svenska flaggan vid sin ankomst till Elisabethville, Kongo och de svenska FN -trupperna. Uniform m/1961 bärs.

Uniform m/1961 var ett tidigare uniformssystem inom försvarsmakten.

## Användning
I samband med Sveriges deltagande i FN-ledda fredsbevarande styrkor uppstod behovet av ändamålsenliga uniformer för dessa missioner. Vid insatsen i Gaza med United Nations Emergency Force 1956 inköptes ett uniformssystem från Indien, Uniform m/ind. Vid insatsen under Kongokrisen beslutades att framtaga ett eget beigt uniformssystem, sålunda utvecklades tropikuniform m/1961. Uniformen användes utom riket vid insats i visst klimat fram till 1990-talet då den ersattes av uniform m/1987 K samt uniform m/1990 L.

## Persedlar
- Anckelsockor grå eller beige
- Baskermössa m/1952/Baskermössa m/1960 alt. FN-basker
- Byxbälte m/1960
- Båtmössa m/1960
- Bälte m/1961
- Halsduk, blå (i FN-tjänst)
- Halsduk, stålgrå
- Handskar, bruna
- Knästrumpor m/1961 (till kortbyxor)
- Kortbyxor m/1961
- Lågskor, bruna alt. svarta
- Långbyxor m/1961
- Marschkängor
- Skjorta m/1961
- Slips m/1960
- Skärmmössa m/1961
- Sommarmössa m/1952
- Sommarmössa, blå (i FN-tjänst)
- Tropikjacka m/1961 (utgick ganska tidigt)
- Vapenrock m/1961 (ersatte tropikjacka m/1961)